# Šanda
Šanda je priimek v Sloveniji in tujini. Po podatkih Statističnega urada Republike Slovenije je na dan 1. januarja 2011 v Slovenjiji uporabljalo ta priimek manj kot 5 oseb.  

## Znani slovenski nosilci priimka
- Dragan Šanda (1881—1963), pesnik
- Janko Šanda (1870—1927), rimskokatoliški duhovnik, pesnik in literarni kritik

## Znani tuji nosilci priimka
- Michal Šanda (*1965), češki pisatelj